# Флорънс Бъркли
Флорънс Бъркли (на английски: Florence L. Barclay) е английска писателка на произведения в жанра социална драма, исторически роман, любовен роман и документалистика. Писала е и под псевдонима Брандън Рой (Brandon Roy).

## Биография и творчество
Флорънс Бъркли, с рождено име Флорънс Луиза Чарлсуърт, е родена на 2 декември 1862 г. в Сейнт Хелиър, остров Джърси, Нормандски острови, в семейството на Самюел Чарлсуърт, е англикански ректор на Лимпсфийлд, и Мария Беддом, и е средната от трите им дъщери. Когато е седемгодишна семейството се премества в района Лаймхаус на лондонския квартал Тауър Хамлетс. Израства с идеята за музикална кариера. През 1881 г. се омъжва за свещеника Чарлз У. Бъркли, викарий, с когото имат осем деца – шест дъщери и двама сина. Заселват в село Хертфорд Хийт, в Хартфордшър, където тя свири на орган, плува и кара колело и организира развлечения в петък вечер. библейски уроци и майчински срещи, както и уроци по пеене при френската оперна певица Бланш Маркези.
За период от девет месеца през 1905 г., след претоварване от каране на колело, тя остава прикована на легло и прекарва часовете, като пише първия си известен любовен роман, „Колелата на времето“ Следващият ѝ роман, „Молитвената броеница“ е публикуван през 1909 г. r e история за безсмъртна любов. Той става бестселър и успехът му води до превода му на различни езици, екранизиран е в пет филма, също на няколко езика и адаптиран в театрална пиеса.
Флорънс Баркли е авторка на 13 книги. Романът ѝ „Господарката на замъка Шинстън“ от 1910 г. е първият, който е екранизиран в ням филм със същото заглавие през 1921 г.
Флорънс Бъркли умира при анестезия за операция на 10 март 1921 г. в Англия. Същата година е публикувана книгата „Животът на Флорънс Баркли“ от Вера Бъркли, една от дъщерите ѝ.

## Произведения

### Самостоятелни романи
- Guy Mervyn (1891) – като Брандън Рой
- The Wheels of Time (1908)[1][2]
- The Rosary (1909)
Молитвена броеница, изд. „Д. К. Русинов“ (1926, 1936, 1941), прев. Иван Минчев
Молитвената броеница, изд. „Спектър“ (1992), прев. Геновева Ботева
Молитвена броеница, изд. „МАГ 77“ (1992), прев. Тодор Велков
Молитвената броеница, изд.: ИК „Хермес“, Пловдив (1992), прев. Иван Минчев
Грозната Джейн, изд. „Милениум“ (2016), прев. Иван Минчев
- The Mistress of Shenstone (1910)
Господарката на замъка Шинстон, изд. „Д. К. Русинов“ (1929), изд. „МАГ 77“ (1992), изд. „Гармонд“ (2010), прев. М. Сеизова-Юрукова
Господарката на замъка Шинстън, изд.: ИК „Хермес“, Пловдив (1993), прев. Иван Минчев
- The Following of the Star (1911)
След звездата, изд. „Д. К. Русинов“ (1929), изд. „Абагар“ (1992), прев. М. Сеизова-Юрукова
След звездата, изд. „Елтон-Р“ (1992), прев. Лиляна Иванова
- Through the Postern Gate (1911)
- The Upas Tree (1912)
- The Broken Halo (1913)
- The Wall of Partition (1914)
- The Golden Censer (1914)
Златна любов, изд.: ИК „Хермес“, Пловдив (1992), прев.
- My Heart's Right There (1914)
- The White Ladies of Worcester (1917)
Бялата дама, сп. „Моден журнал“ (1933), изд. „Веста“ (1992), прев. Анастасия Попова
- Returned Empty (1920)

### Сборници
- Shorter Works (1923) – разкази и статии

### Документалистика
- In Hoc Vince: The Story of the Red Cross Flag (1915)[1]

### Екранизации
- 1921 The Mistress of Shenstone – с Полин Фредерик
- 1934 Le rosaire
- 1944 El rosario
- 1945 Tuya en cuerpo y alma
- 1959 Grande Teatro Tupi – тв сериал, 1 епизод, с Фернанда Монтенегро и Серджо Брито
- 1961 Sueños de mujer – с Хосе Кампос и Марга Лопес
- 1978 Rosario de amor – тв сериал, 20 епизода

## За нея
- The Life of Florence Barclay : a study in personality by one of her daughters (1921) – от Вера Бъркли